# Cementiri Yakuza
Cementiri Yakuza  (títol original: Graveyard of Honor; (新・仁義の墓場, Shin Jingi no Hakaba) és una pel·lícula japonesa de yakuza dirigida per Takashi Miike i estrenada l'any 2002. Es tracta d'un remake del film homònim de Kinji Fukasaku estrenat l'any 1975. Ha estat doblada al català

## Argument
Ishimatsu és un rentaplats rondinaire i sense amics. Un bon dia, uns Yakuza entren a sang i foc en el restaurant on treballa per a matar un capo mafiós rival. La brutal i inesperada intervenció de Rikuo salva la vida del cap Yakuza, que li jura etern agraïment i fa que pugi posicions en l'escalafó criminal de Tòquio. La seva falta d'escrúpols i la seva set de sang el faran aviat famós i temut tant entre els seus rivals com entre els seus companys, que mai gosen donar-li l'esquena. Amb la seva instint de depredador sembrarà els carrers de la ciutat amb els cadàvers d'aquells que es creuen en el seu camí... Remake del film "Graveyard of Honor" (1975) de Kinji Fukasaku basat en la novel·la de Goro Fujita.

## Repartiment
- Narimi Arimori: Chieko Kikuta
- Yoshiyuki Daichi: Yoshiyuki Ooshita
- Hirotaro Honda: Guardià de presó
- Harumi Inoue: Yôko Imamura
- Renji Ishibashi: Denji Yukawa
- Goro Kishitani: Rikuo Ishimatsu
- Takashi Miike
- Ryôsuke Miki: Kôzô Imamura
- Yasukaze Motomiya: Kanemoto
- Mikio Ôsawa: Masato Yoshikawa
- Daisuke Ryu: Tadaaki Kuze
- Harumi Sone: Ryuuzô Fukui
- Shun Sugata: Toshi Nishizaki
- Tetsuro Tamba: Tetsuji Tokura
- Yoshiyuki Yamaguchi: Shigeru Hashida
- Shingo Yamashiro: Shinobu Sawada
- Shinji Yamashita: Masaru Narimura
- Rikiya Yasuoka: Aoyama